# Gold Cup (снукер)
Gold Cup (более известен как Daily Mail Gold Cup — по названию спонсора Daily Mail) — пригласительный снукерный турнир, проводившийся в 1930-х годах.

## История
Впервые турнир был проведён в сезоне 1936/37 годов. Спонсором соревнования был Daily Mail. Gold Cup стал одним из самых престижных снукерных турниров довоенного времени, хотя проводился всего четыре раза. Матчи соревнования игрались по групповой системе на протяжении 15 недель. Чемпион турнира получал «Золотой кубок» и некоторые товары в качестве дополнительного приза, хотя денежного поощрения не было.
Джо Дэвис, который в то время был абсолютным лидером в снукере, выиграл первые два розыгрыша турнира, однако затем не смог защитить титул ни разу — это были его единственные неудачи на крупных соревнованиях довоенного периода. Кроме Дэвиса, два раза чемпионом становился Алек Браун.
Затем турнир был прекращён в связи со Второй мировой войной и более не возобновлялся.

## Победители
| Чемпион    | Финалист      | Место проведения    | Сезон     |
| ---------- | ------------- | ------------------- | --------- |
| Джо Дэвис  | Хорэс Линдрум | ?                   | 1936/1937 |
| Джо Дэвис  | Вилли Смит    | ?                   | 1937/1938 |
| Алек Браун | Сидней Смит   | Thurston Match Room | 1938/1939 |
| Алек Браун | Сидней Смит   | ?                   | 1939/1940 |